# 达马和贝特涅
达马和贝特涅（法語：Damas-et-Bettegney，法語發音：[dama e bɛtɲɛ] ⓘ）是法国大東部大區孚日省的一个市镇，属于埃皮纳勒区。

## 地理
达马和贝特涅（48°12'36"N, 6°15'47"E）面积15.07 平方千米，位于法国大東部大區孚日省，该省份为法国东北部内陆省份，北起默兹省和默尔特-摩泽尔省，西接上马恩省，南至上索恩省和贝尔福地区省，东临上莱茵省和下莱茵省。
与达马和贝特涅接壤的市镇（或旧市镇、城区）包括：马多讷和拉姆雷、伊隆河畔维尔、锡尔库尔、戈雷、阿罗勒、埃讷库尔。

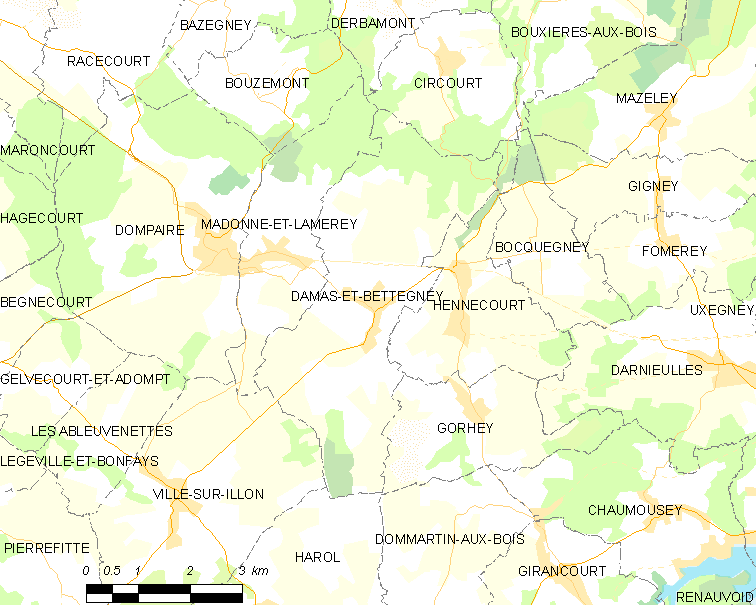
达马和贝特涅的OSM定位图

达马和贝特涅的时区为UTC+01:00、UTC+02:00（夏令时）。

## 行政
达马和贝特涅的邮政编码为88270，INSEE市镇编码为88122。

## 政治
达马和贝特涅所属的省级选区为达尔内县。

## 人口

1962-2008年间达马和贝特涅人口变化图示

达马和贝特涅于2022年1月1日时的人口数量为384人。